# Manasie Akpaliapik
Manasie Akpaliapik, né le 23 août 1955, dans le nord de l’île de Baffin, est un sculpteur canadien inuit.

## Biographie
Né dans une famille de sculpteurs, Manasie Akpaliapik s’installe avec sa famille à Arctic Bay en 1967 et apprend le métier à leur contact. À douze ans, il est envoyé dans un pensionnat d’Iqaluit qui interdit l’usage de sa langue, l’inuktitut, et nie les croyances traditionnelles. En colère, à seize ans, il retourne vivre à Arctic Bay où il se marie.
À la suite du décès de sa femme et de ses deux fils dans un incendie en 1980, il quitte pour Montréal. Accordant à la sculpture un rôle thérapeutique, il s'y remet intensivement, apprend de nouvelles techniques et utilise de nouveaux matériaux. En 1989, le Conseil des arts lui octroie une bourse afin de retourner à Arctic Bay et d’y apprendre la danse du tambour, la fabrication d’un kayak, et aussi de côtoyer les aînés pour recueillir les récits et les légendes de la culture traditionnelle inuit.
S'il lui arrive de critiquer l'exploitation commerciale de l'art inuit, il s'intéresse aussi à l'enseignement artistique et anime souvent des ateliers de sculpture. Figure atypique, profondément originale et préoccupée par la préservation et la transmission de la culture inuit, son œuvre est déjà l'objet d'une réflexion critique de la part de spécialistes comme David Harris et Bill Moore.

## Œuvre
Si nombre de ses sculptures évoquent des légendes chamaniques relatives aux rapports spirituels de l'homme avec le monde animal (par la représentation d'être hybrides évoquant la métamorphose chamanique de l'homme en animal), Akpaliapik s'intéresse aussi aux problèmes actuels. Il est l'un des rares artistes osant évoquer dans son œuvre les problèmes liés à l'abus de la drogue et de l'alcool qui sévit dans la société inuit contemporaine. Il privilégie les matériaux comme les os de baleine, le bois de caribou, l’ivoire de morse ou de narval qui proviennent d’animaux morts à l’état sauvage. Il est notamment l'auteur de grandes pièces en os de baleine où la matière osseuse est creusée en profondeur et les détails de la sculpture traités avec un soin particulier.

### Quelques œuvres
- Qalupiluk, 1991, pierre calcaire, pierre blanche, pierre noire, bois de caribou et ivoire, 47.4 x 25.7 x 32.2 cm, Musée des beaux-arts du Canada, Ottawa[5].
- Sans titre, 1991, os de baleine, stéatite du Brésil, bois de caribou, ivoire, corne de bœuf musqué et coquille, 41.5 x 24.2 x 25.8 cm, Musée des beaux-arts du Canada, Ottawa[6].
- Autodestruction, 1995, os de baleine, pierre et bois de caribou, 29,6 x 35,1 x 33,1 cm, Musée national des beaux-arts du Québec, Québec[7].
- Hommage aux animaux, 1996, vertèbre de baleine, ivoire, stéatite et griffes, 27,8 x 101,3 x 36,6 cm, Musée national des beaux-arts du Québec, Québec[8].
- Femme d'Alaska, 1996, os de baleine, pierre blanche et pyrophyllite noire, 24,8 x 80,3 x 47,5 cm, Musée national des beaux-arts du Québec, Québec[9].
- Fœtus, 2000, os de baleine, pierre des champs, pierre blanche et pyrophyllite noire, 77,6 x 25 x 29,8 cm, Musée national des beaux-arts du Québec, Québec[10].

## Expositions

### Solo
- 1989 : Ivory Carvings by Manasie Akpaliapik, Images Art Gallery, Toronto.
- 1990 : Manasie: The Art of Manasie Akpaliapik, Winnipeg Art Gallery.
- 2014 : Manasie Akpaliapik, Musée des beaux-arts de l'Ontario, Toronto[11].
- 2021 : Manasie Akpaliapik.Univers inuit, La collection Raymond Brousseau, Musée national des beaux-arts du Québec[12]
- 2024 : Manasie Akpaliapik. Univers inuit, Musée McCord Stewart[13]

### Collectif
- 1985 : Uumajut: Animal Imagery in Inuit Art, Winnipeg Art Gallery.
- 1988 : Arctic Forms - Inuit Sculpture, Arctic Inuit Art Gallery, Richmond.
- 1988 : Building on Strengths: New Inuit Art, Winnipeg Art Gallery.
- 1990 : Arctic Mirror, Musée Canadien de la Civilisation, Hull.
- 1991 : Jawbone Sculpture, The Innuit Gallery of Eskimo Art, Toronto.
- 1992 : Salon International Europ'art '92, Galerie Saint Merri, Genève.
- 1992 : Inuit Images of Man and Animals, Freeport Art Museum and Cultural Centre, Illinois.
- 1993 : Sculpture Inuit et Rétrospective Pudlo Pudlat, Guilde canadienne des métiers d'art du Québec, Montréal.
- 1994 : Share the Vision, Philadelphians Collect Inuit Art, Art Space Gallery, Philadelphie.
- 1995 : Immaginario Inuit, Arte e cultura degli esquimesi canadesi, Galleria d'Arte Moderna e Contemporanea, Vérone.
- 1995 : Keeping Our Stories Alive : An Exhibition of the Art and Crafts from Dene and Inuit of Canada, Institute of American Indian Arts Museum, Santa Fe.
- 1995 : Four Decades of Sculpture, Marion Scott Gallery, Vancouver.
- 2010 : Grand Nord, Grand Sud, artistes inuit, artistes aborigènes, Abbaye de Daoulas[14]
- 2019 : Manif d'Art 9, Musée national des beaux-arts du Québec, Québec[15],[16]

## Musées et collections publiques
- Art Gallery of Alberta
- Musée des beaux-arts de la Nouvelle-Écosse
- Museum of Art at the University of Oklahoma : Revenge (1997)
- MacKenzie Art Gallery
- Musée des beaux-arts de l'Ontario[11],[17]
- Musée des beaux-arts du Canada[2] : Qalupiluk (1991)
- Musée canadien de l'histoire
- Musée des Confluences, Lyon : La Création du monde[18]
- Museum of Inuit Art
- Musée national des beaux-arts du Québec[19],[20],[21],[22]: La Maternité, Autodestruction, Composition, Hommage aux animaux (1996)
- Vancouver Art Gallery
- Winnipeg Art Gallery[23]
- Arctic Artistry, Chappaqua, New York
- Centre du patrimoine septentrional Prince-de-Galles, Yellowknife
- Canadian Arctic Gallery, Bâle

### Vidéographie
- Rencontre avec les experts : Manasiah Akpaliapik et John Houston
- Un artiste, une œuvre | Manasie Akpaliapik